# Phyllomedusa tarsius
Espèce
Synonymes
- Pithecopus tarsius Cope, 1868
- Phyllomedusa nicefori Barbour, 1926
- Phyllomedusa edentula Andersson, 1945
- Phyllomedusa orcesi Funkhouser, 1957

Statut de conservation UICN

 LC  : Préoccupation mineure
Phyllomedusa tarsius est une espèce d'amphibiens de la famille des Phyllomedusidae.

## Répartition
Cette espèce se rencontre dans le bassin de l'Amazone, au Venezuela, dans le Sud de la Colombie, en Équateur, au Pérou, dans l'Ouest du Brésil.

## Description

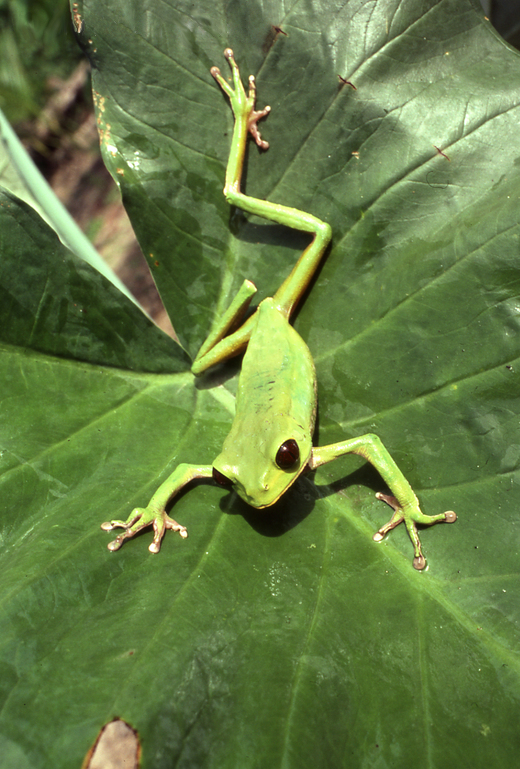
Phyllomedusa tarsius

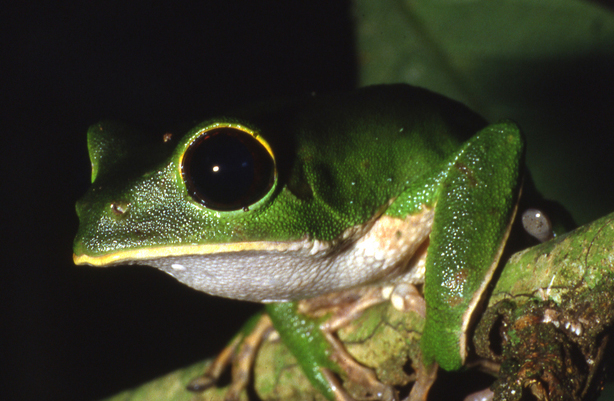
Phyllomedusa tarsius

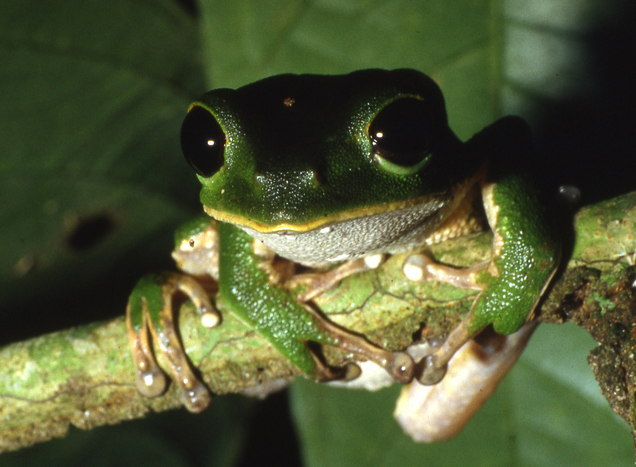
Phyllomedusa tarsius

Les mâles mesurent de 82 à 90 mm et les femelles jusqu'à 110 mm.

## Publication originale
- Cope, 1868 : An examination of the Reptilia and Batrachia obtained by the Orton Expedition to Equador and the Upper Amazon, with notes on other species. Proceedings of the Academy of Natural Sciences of Philadelphia, vol. 20, p. 96-140 (texte intégral).